# Японський сад (Гасселт)
Японський сад (нід. Japanse tuin.) у Гасселті (Бельгія) — сад у традиційному японському стилі, один із найбільших японський садів у Європі (площа становить 2,5 гектара).

## Історія
Японський сад є результатом дружніх стосунків між Гасселтом і його японським містом-побратимом Ітамі . З моменту встановлення дружніх відносин між Гасселтом і Ітамі у 1985 році обидва міста почали здіснювати кроки до розвитку культурних зв'язків. У рамках цього культурного обміну Гасселт подарував Ітамі фламандський карильйон, а у відповідь на це Ітамі висунуло ідею створення у Гасселті традиційного японського саду. Роботи зі створення саду фінансувалися міською владою Ітамі, а також японськими спонсорами і Європейським фондом регіонального розвитку. Урочисте відкриття саду відбулося 20 листопада 1992 року.

## Опис
Японський сад у Гасселті відповідає принципам облаштування садів, що описані у японському трактаті Сакутейкі, і відноситься до категорії прогулянкових садів. У саду є струмок, водоспад і ставок, у якому розводять коропів. На території саду споруджено два павільйони у японському стилі, церемоніальний павільйон «корокан» і павільйон для проведення чайної церемонії тясіцу .